# Dolichopus legendrei
Dolichopus legendrei är en tvåvingeart som beskrevs av Octave Parent 1930. Dolichopus legendrei ingår i släktet Dolichopus och familjen styltflugor. Inga underarter finns listade i Catalogue of Life.